# مترويد دريد
مترويد دريد (بالإنجليزية: Metroid Dread)‏ هي لعبة أكشن-مغامرات طورتها نينتندو إنترتينمنت بلانينغ أند دفيلوبمنت ونشرتها نينتندو، صدرت اللعبة في 8 أكتوبر 2021 وهي متوفرة حصرياً على نينتندو سويتش.